# De Veer (prijs)
De Veer is een prijs voor een persoon binnen de Nederlandse muziekindustrie die een bijzondere prestatie heeft geleverd ten behoeve van het Nederlandse muziekproduct. De Veer wordt elk jaar in januari door Buma Cultuur uitgereikt tijdens Eurosonic Noorderslag (The European Music Conference and Showcase Festival) in de Nederlandse stad Groningen en is ontworpen door kunstenares Margriet Stegmeyer. 

## Winnaars
- 2025 - Tony van de Berkt
- 2024 - Anita Verheggen
- 2023 - Brahim Fouradi
- 2022 - Raymond van Vliet
- 2020 - Rob Trommelen
- 2019 - Peter Smidt
- 2018 - Kees van der Hoeven
- 2016 - Wilbert Mutsaers
- 2015 - Eelko van Kooten
- 2014 - André de Raaff
- 2013 - David Schreurs
- 2012 - Maykel Piron
- 2011 - Pieter van Bodegraven
- 2010 - Jaap Buijs
- 2009 - Jerney Kaagman
- 2008 - Theo Roos
- 2007 - Paul Brinks
- 2006 - Kees de Koning
- 2005 - Marcel Albers
- 2004 - Willem Venema
- 2003 - Ferry Roseboom
- 2002 - Roy Teysse
- 2001 - Riny Schreijenberg
- 2000 - Daan van Rijsbergen
- 1999 - Saskia Slegers
- 1998 - Tony Berk